# Davidson Magalhães
Davidson de Magalhães Santos (Itabuna, 7 de novembro de 1960) é um economista, professor universitário e político brasileiro. Filiado ao PCdoB desde 1979, foi deputado federal pelo estado da Bahia. Já exerceu o cargo de presidente da BahiaGás durante o governo de Jaques Wagner entre 2007 e 2014, quando descompatibilizou-se para concorrer a uma vaga na Câmara dos Deputados e chegou a ser primeiro suplente. Iniciou a sua vida política em 1979 como membro do então clandestino PCdoB. Candidato a prefeito de sua cidade natal Itabuna por duas vezes (1996 e 2016), foi derrotado por seus adversários.

## Carreira política
Foi vereador em Itabuna por dois mandatos, nas décadas de 80 e início de 90. Lançou uma candidatura a deputado estadual, na Bahia, nos anos 2000, obtendo mais de 16 mil votos. Em 2014, obteve mais de 65 mil votos para deputado federal, ficou como 1° suplente e logo assumiu a vaga de deputado federal pelo PCdoB,  devido à sua importância na política estadual baiana. É presidente do PCdoB na Bahia. 
Nas eleições de 2016, candidatou-se a prefeito de Itabuna. Enfrentou Fernando Gomes e outros 7 candidatos. Obteve 5.973 votos, sendo derrotado pelo democrata Fernando Gomes.
Nas Eleições estaduais na Bahia em 2018, tornou-se primeiro suplente do senador eleito Angelo Coronel.
É professor da Universidade do Estado da Bahia (Uneb), campus Salvador.  Em 7 de fevereiro de 2019, tomou posse como Secretário do Trabalho, Emprego, Renda e Esporte do Estado da Bahia.